# Xiaoyi
Xiaoyi (孝义市S) è una città-contea della Cina, situata nella provincia dello Shanxi e amministrata dalla prefettura di Lüliang.